# Buntings
Buntings was een groot warenhuis in Norwich, Engeland.

## Geschiedenis
Arthur Bunting begon in 1860 in samenwerking met de drie Curl Brothers met het opzetten van een textielwinkel op de hoek van St Stephens Street en Rampant Horse Street. De samenwerking duurde niet lang en vóór het einde van 1860 hadden de Curl Brothers hun winkel gevestigd aan de andere kant van Rampant Horse Street.
Het bedrijf van Bunting groeide, ondanks de concurrentie van ongeveer 90 textielwinkels in Norwich. In 1866 werd Arthur Bunting & Co opgericht.
In 1912 werd een nieuwe winkel opgeleverd op de hoek van St Stephens Street en Rampant Horse Street, ontworpen door architect A.F. Scott en gebouwd met een geavanceerde structuur van gewapend beton. De winkel had vier verdiepingen. In 1926 adverteerde Buntings als "The Store for All", en speelde tussen 12.00 en 18.00 uur een orkesttrio.
In 1942 werden de gebouwen van Woolworths en Curl Brothers volledig verwoest tijdens een Duits bombardement. Buntings werd opgelapt en gebruikt als een winkel voor militairen en hun familie. 
Buntings verhuisde net zoals veel andere bedrijven in de stad naar een locatie aan London Street naast Garlands. De voormalige locatie werd na de oorlog opgeknapt. In 1950 werd dit de thuisbasis van Marks & Spencer. De voorgevel van het oude Buntings-gebouw is nog steeds zichtbaar (met uitzondering van de vierde verdieping en de koepel, die niet werden herbouwd) en staat op de lijst van lokale monumentale gebouwen van Norwich. 
De nieuwe locatie van Buntings aan London Street viel echter een soortgelijk lot ten deel: in de jaren zeventig verwoestte een brand in de naastgelegen Garland-winkel beide bedrijven. 